# Titanidiops bombayensis
Espèce
Synonymes
- Acanthodon opifex Pocock, 1899 nec Simon, 1889
- Idiops bombayensis Siliwal, Molur & Biswas, 2005

Titanidiops bombayensis est une espèce d'araignées mygalomorphes de la famille des Idiopidae.

## Distribution
Cette espèce est endémique du Maharashtra en Inde,.

## Description
Le mâle décrit par Mirza et Sanap en 2012 mesure 8,06 mm et la femelle 15,88 mm.

## Systématique et taxinomie
Idiops opifex (Pocock, 1899) préoccupé par Idiops opifex (Simon, 1889) a été remplacée par Idiops bombayensis par Siliwal, Molur et Biswas en 2005. Elle est placée dans le genre Titanidiops par Schwendinger, Huber et Hongpadharakiree en 2024.

## Étymologie
Son nom d'espèce, composé de bombay et du suffixe latin -ensis, « qui vit dans, qui habite », lui a été donné en référence au lieu de sa découverte, Bombay.

## Publication originale
- Siliwal, Molur & Biswas, 2005 : « Indian spiders (Arachnida, Araneae): updated checklist 2005. » Zoo's Print Journal, vol. 20, p. 1999-2049 (texte intégral).